# Władimir Maslennikow
Władimir Anatoliewicz Maslennikow (ros. Владимир Анатольевич Масленников; ur. 17 sierpnia 1994 r. w Lesnoju) – rosyjski strzelec specjalizujący się w strzelaniu z karabinu, brązowy medalista igrzysk olimpijskich.

## Igrzyska olimpijskie
Na igrzyskach olimpijskich w 2016 roku zdobył brązowy medal w konkurencji karabinu pneumatycznego z wynikiem 184,2 punktów.
| Igrzyska | Miejscowość    | Konkurencja                | Kwalifikacje | Kwalifikacje | Finał | Finał   |
| Igrzyska | Miejscowość    | Konkurencja                | Wynik        | Pozycja      | Wynik | Pozycja |
| -------- | -------------- | -------------------------- | ------------ | ------------ | ----- | ------- |
| IO 2016  | Rio de Janeiro | Karabin pneumatyczny, 10 m | 629,0        | 2. Q         | 184,2 | brąz    |